# کینگز تراست

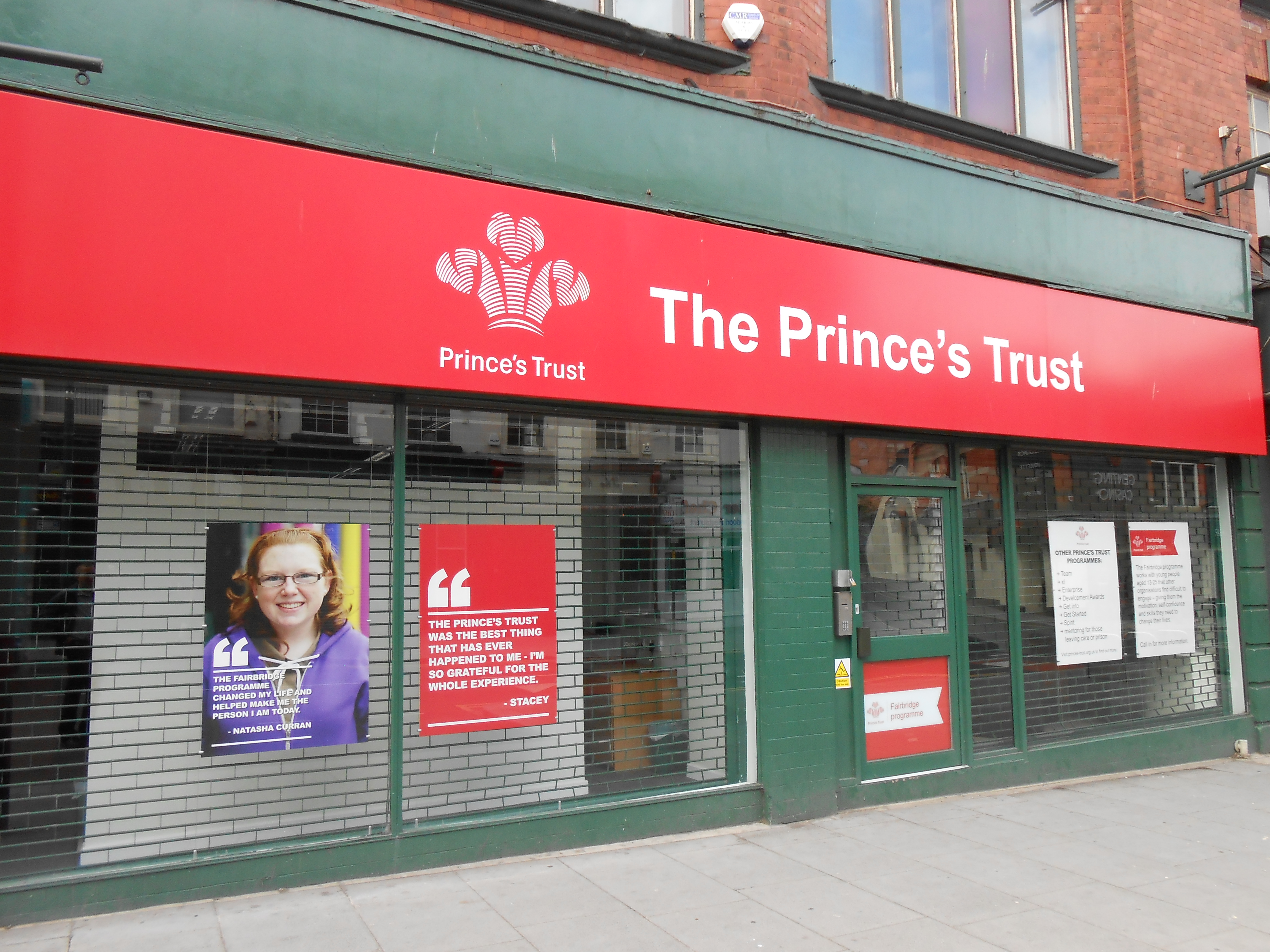
نمای ساختمان خیریهٔ پرینس تراست در لیورپول

کینگز تراست (به انگلیسی: The King's Trust)، سابقاً پرینس تراست (به انگلیسی: The Prince's Trust)، سازمانی خیریه در بریتانیاست که در سال ۱۹۷۶ توسط چارلز سوم (در آن زمان شاهزاده ولز) برای کمک به جوانان تأسیس شد. این سازمان خیریه با ارائهٔ برنامه‌های آموزشی، پشتیبانی مشاوره‌ای و اعطای بورسیه سعی دارد در جوانانی که با مشکلات اجتماعی مواجه هستند، انگیزه و اعتماد به نفس ایجاد کند. کینگز تراست سالیانه ۴۰٬۰۰۰ جوان را تحت پوشش قرار می‌دهد که حدوداً ۸۰٪ موارد منجر به استخدام، آموزش، مهارت‌آموزی یا پیوستن آن جوان به ارتش می‌گردد.
در ژانویهٔ ۲۰۱۱ پرینس تراست اعلام کرد که از ۱ آوریل ۲۰۱۱ با فیربریج، سازمان خیریهٔ دیگری مرتبط با امور جوانان، ادغام خواهد شد.